# ادوارد فرلانگ
ادوارد والتر فرلانگ (انگلیسی: Edward Walter Furlong؛ زاده ۲ اوت ۱۹۷۷) هنرپیشه و موسیقی دان اهل ایالات متحده آمریکا و برنده جایزه ام تی وی است. وی از سال ۱۹۹۱ میلادی تاکنون مشغول فعالیت است. از مهم‌ترین فیلم‌هایی که او در آن نقش آفرینی کرده‌است می‌توان به نقش جان کانر در نابودگر ۲: روز داوری اشاره کرد.
او اولین بار در حالی که ۱۴ سال بیش نداشت با هنرنمایی در فیلم پرفروش نابودگر ۲ اثر جیمز کامرون وارد دنیای سینما شد. وی پس از آن تاکنون در ۵۰ فیلم سینمایی و ۲۰ نمایش تلویزیونی به ایفای نقش پرداخته‌است. او برای نقش جان کانر با فیلم نابودگر: سرنوشت تاریک همکاری داشته‌است.

## بخشی از فیلمشناسی
| سال  | عنوان                          | نقش           | توضیحات |
| ---- | ------------------------------ | ------------- | --- |
| ۱۹۹۱ | نابودگر ۲: روز داوری           | جان کانر      | جایزه سینمایی ام‌تی‌وی برای Best Breakthrough Performance جایزه ساترن برای Best Performance by a Younger Actor |
| ۱۹۹۲ | قبرستان حیوانات خانگی ۲        |               | |
| ۱۹۹۴ | اودسا کوچک                     |               | |
| ۱۹۹۶ | قبل و بعد                      |               | |
| ۱۹۹۶ | تی۲ سه بعدی: نبرد در میان زمان | جان کانر      | |
| ۱۹۹۸ | پیکر                           |               | |
| ۱۹۹۸ | تاریخ مجهول آمریکا             | Danny Vinyard | نامزدی – جایزه هنرمند جوان برای بهترین Supporting Young Actor Performance in a Feature Film                  |
| ۱۹۹۹ | دیترویت راک سیتی               |               | |
| ۲۰۰۵ | کلاغ: دعای شیطانی              |               | |
| ۲۰۰۹ | دارفور                         | Adrian Archer | Released as Attack on Darfur                                                                                 |
| ۲۰۱۱ | زنبور سبز                      | Mr. Tupper    | |
| ۲۰۱۹ | نابودگر: سرنوشت تاریک          | جان کانر      | فقط عملکرد صورت، ساخته شده توسط تصویر تولیدشده توسط کامپیوتر و ضبط حرکت                                      |